# Ángel Sanchís
Ángel Sanchis Perales (Albal, Valencia, 1938) es un empresario, financiero y exdiputado español de Alianza Popular (AP) al Congreso de los Diputados, que fue tesorero nacional de ese partido.

## Biografía
En los años 1960 abrió su primer negocio de éxito habiendo pedido un préstamo bancario para su consecución al padre de Luis Bárcenas, directivo de la entidad financiera del Banco Central en Badajoz. En 1973 fundó el "Nuevo Banco", del que fue principal accionista y presidente.
En 1980 se afilió a Alianza Popular, partido en el que ocupó diferentes cargos que culminaron cuando fue elegido diputado por la provincia de Valencia en las elecciones generales españolas de 1986 dentro de las listas de la Coalición Popular (AP), y en las elecciones generales españolas de 1989 por la provincia de Madrid dentro de las listas del Partido Popular (España). Así mismo, fue tesorero del partido en la etapa de Manuel Fraga, entre 1982 y 1987, cuando  contrató a Luisito Bárcenas hijo para trabajar como empleado en la administración del partido a su órdenes.
En abril de 1990 fue encausado por delitos de cohecho en el caso Naseiro y sobre la financiación ilegal del ya Partido Popular, en calidad de tesorero, llegando incluso el Tribunal Supremo a solicitar en octubre de 1990 el suplicatorio al Congreso de los Diputados que fue concedido, autorizando al Supremo para actuar contra Sanchís. Tras ser procesado, en julio de 1992 (año y medio después) fue absuelto después de que el juez dictaminara la destrucción de las pruebas presentadas por la acusación habiendo declarado nulo el Caso Naseiro por el modo de obtención de las escuchas.
Propietario también de la "Inmobiliaria Gordo SA", durante el gobierno de José María Aznar estableció en Argentina y obtuvo un crédito de 18 millones de dólares del Instituto de Crédito Oficial para invertir en "La Moraleja SA", una propiedad de 270 km² de tierra en la provincia de Salta.
Dentro del caso Bárcenas, en marzo de 2013, Sanchís fue imputado por un posible delito de blanqueo de capitales. En septiembre, el juez le impone una fianza de 8 millones por cooperar con Bárcenas en la ocultación de fondos que fueron depositados en Suiza.
El fiscal del caso Bárcenas solicita pena de 8 años para Ángel Sanchís. En mayo de 2018, fue finalmente condenado por la Audiencia Nacional a un año de prisión y multa conjunta con su hijo de seis millones de euros por el delito de blanqueo de capitales en concurso medial con falsedad en documento mercantil continuada.